# Lesnelater
Lesnelater là một chi bọ cánh cứng trong họ 
Elateridae.
Chi này được miêu tả khoa học năm 1935 bởi Fleutiaux.

## Các loài
Các loài trong chi này gồm:
- Lesnelater dubius (Schwarz)
- Lesnelater madagascariensis (Lesne, 1897)
- Lesnelater monardi Fleutiaux, 1935
- Lesnelater singularis (Fleutiaux, 1919)
- Lesnelater unicus (Fleutiaux, 1919)
- Lesnelater vicinus Fleutiaux, 1935